# Bisače
Koordinati:   42°56′14″N, 17°12′15″E
Bisače je majhen nenaseljen otoček v Jadranskem morju. Pripada Hrvaški.
Bisače ležijo okoli 3 km severovzhodno od naselja Lumbarda na otoku Korčula. Površina otočka meri 0,046 km². Dolžina obalnega pasu je 1,07 km. Najvišja točka na otočku doseže višino 9 mnm.